# Institut national de préparation professionnelle
L'Institut National de Préparation Professionnelle (INPP) a été créé en 1964, par l'ordonnance-loi no 206 du 29 juin 1964. Il devient une institution publique de la République démocratique du Congo à caractère technique et social dotée d'une personnalité juridique et d'une autonomie administrative et financière en 2009, placé sous la tutelle du Ministère de l'Emploi, du Travail et de la Prévoyance Sociale.

## Historique
Pour atteindre ses objectifs, l'INPP devrait s'installer sur toute l'étendue du territoire national.
L'INPP est créé officiellement en 1964. Ses activités déménagent à la direction provinciale de Kinshasa en 1966 et démarrent en 1969 à la direction Provinciale du Bas-Congo ;
En 1971 commencent les activités à Lubumbashi, suivies en 1973 de Kisangani et en 1981 de Kikwit.
L'antenne de Kananga au Kasaï Occidental est créée en 1999. En 2002, les activités de la Direction Provinciale de Mbujimayi et celles de Goma commencent. Le bureau de liaison d'Uvira est fondée en 2007 et en 2008 l'antenne de Kindu
En ce jour[Quand ?] l'Institut National de Préparation Professionnelle œuvre dans la plupart des grandes villes de la République démocratique du Congo et reçoit des soutiens de plusieurs organisations gouvernementales et non gouvernementales pour améliorer la qualité de ses formations et se diversifier dans plusieurs domaines ; lui permettant ainsi d'offrir une formation adaptée aux besoins des entreprises.